# Широкое Болото
Широкое Болото — деревня в Поныровском районе Курской области России. Входит в состав 1-го Поныровского сельсовета.

## Происхождение названия
Исследователи топонимики Ларина Л. И., Малыхина Т. М., Писарева Л. Е. пишут, что общеупотребительная лексема «болото» и её дериваты часто используется для номинирования населенных пунктов Курской области. Название Широкое болото приведено в качестве такового примера наряду с названиями Болото (Горшеченский район), Круглое болото (Конышевский район), Верхняя Заболоть (Курский район), Заболотское (Поныровский район), Заболотное (Фатежский район):349.

## География
Деревня находится на севере Курской области, в пределах северной части Донецко-Днепровского водораздела Среднерусской возвышенности, в лесостепной зоне, на берегах реки Сновы, на расстоянии примерно 2 километров (по прямой) к северо-западу от посёлка городского типа Поныри, административного центра района. Абсолютная высота — 229 метров над уровнем моря.

### Климат
Климат характеризуется как умеренно континентальный, с тёплым летом и умеренно холодной зимой. Среднегодовая температура — 5 °C. Средняя температура воздуха самого тёплого месяца (июля) — 19,3 °C (абсолютный максимум — 37 °C); самого холодного (января) — −9 °C (абсолютный минимум — −38 °C). Среднегодовое количество атмосферных осадков составляет 650 мм, из которых 460 мм выпадает в тёплый период.

### Часовой пояс
Деревня Широкое Болото, как и вся Курская область, находится в часовой зоне МСК (московское время). Смещение применяемого времени относительно UTC составляет +3:00.

## Население
| 2010 |
| ---- |
| 22   |

### Половой состав
По данным Всероссийской переписи населения 2010 года в половой структуре населения мужчины составляли 59,1 %, женщины — соответственно 40,9 %.

### Национальный состав
Согласно результатам переписи 2002 года, в национальной структуре населения русские составляли 98 % из 50 чел.